# Медицинско образование
Медицинско образование e образование, свързано с обучението и практиката на лекарите и другите медицински специалисти, както и работещи в областта на здравеопазването, като медицинските училища могат да варират по насоченост – стоматология, фармакология, терапевтични и т.н. Медицинското образование и обучение варира в много голяма степен сред света, като различни методологии са използвани, както и в областта на образователните изследвания.

## Медицинско образование в Германия
Всяка страна има отделни изисквания и програми за прием и обучение на студенти по медицина. В Германия има над 35 висши училища, в които се изучава хуманна медицина. Обучението се състои от 4 семестъра теоретична подготовка, 3 месечна практика като болногледач, след което следва полагане на първа част от изпита по медицина. Още 6 семестъра теоретична подготовка + практика през ваканциите, последвана от едногодишна практика в клиника и втора част на изпита по медицина. 

## Онлайн обучение
Все по-често в медицинското образование по света се използва онлайн обучението, обикновено като се използват Системи за управление на обучението (СУО) или Виртуални среди за обучение (ВСО).